# Théodore Lespieau
Pour les autres membres de la famille, voir Famille Goybet.
Théodore Lespieau (1829-1911) fut général de division et grand officier de la Légion d'honneur.

## Biographie
Théodore Jean Manuel Lespieau naît à Figueras le 15 avril 1829. Il fait les Campagnes de Dobrutcha, de Crimée, de Kabylie, de 1870-1871 et de la Commune. Nommé capitaine et décoré à la prise de Malakoff, blessé à Spicheren, il devient colonel du 109e RI. Il est ensuite nommé général de brigade en 1878, à Bourg puis à Orléansville et à Mascara. Général de division en 1887, il commande à Grenoble la 27e D.I. jusqu'en 1894.
Il épouse Clemence Theil, fille du savant Philologue Napoléon Theil, né en 1808 et filleul de l'Empereur, professeur d'humanité à Henri-IV et à Saint-Louis. La dot de Clémence Theil est apportée par l'empereur Napoléon III. De cette union naissent Robert Lespieau, académicien des sciences, qui participe à la formation de 3 000 ingénieurs de l'École centrale, ainsi que Marguerite Lespieau, qui épousera le futur général Mariano Goybet.

Il meurt le 18 avril 1911 dans le 11e arrondissement de Paris

## Décorations
- Chevalier de la Légion d'honneur le 14 septembre 1855
- Officier de la Légion d'honneur le 7 février 1871
- Médaille de Crimée
- Commandeur de la Légion d'honneur le 24 juin 1886
- Grand officier de la Légion d'honneur  le 29 décembre 1891
- Officier de l'Instruction publique